# Departamento Chiquimula
Chiquimula ist ein Departamento Guatemalas und liegt im Osten des Landes (Region III). Es erstreckt sich auf 2.376 km² und hat etwa 415.900 Einwohner. Die Hauptstadt des Departamentos ist die gleichnamige Stadt Chiquimula.
Chiquimula grenzt im Norden an das Departamento Zacapa, im Osten an Honduras, im Süden an El Salvador und das Departamento Jutiapa, im Westen an Jalapa.

## Landesnatur
Das Departamento Chiquimula liegt in einem geographischen und klimatischen Übergangsgebiet zwischen letzten Ausläufern der Sierra Madre de Chiapas im Süden Guatemalas, der im Osten an der Grenze zu Honduras verlaufenden Sierra del Merendón und dem nördlich davon, sich zur Karibik hin öffnenden Tiefland mit dem Río Motagua. In Chiquimula überwiegt eine Hügel- und Mittelgebirgslandschaft, die nur selten auf über 1500 m ansteigt. Ganz im Süden, an der Grenze zu El Salvador, ist der Cerro Montecristo mit 2146 m die höchste Erhebung. Der Norden ist geprägt von den auf etwa 400 m Höhe gelegenen Tallandschaften um die Hauptstadt Chiquimula und um Jocotán. An deren nördlichem Ende vereinigen sich mehrere, weite Teile des Departamentos entwässernde Flüsse im Río Grande, der seinerseits im benachbarten Zacapa in den Río Motagua mündet. Das Klima ist gemäßigt bis heiß, die Temperaturen bewegen sich im Allgemeinen zwischen 14 und 27 °C, im Tiefland können die 30 Grad auch deutlich überschritten werden. Die durchschnittliche jährliche Niederschlagsmenge liegt bei 1100 mm.

## Bevölkerung
Die Bevölkerung ist überwiegend spanischer Abstammung, daneben gibt es einige kleinere Chortí-Gemeinschaften. Die etwa 350.000 Einwohner des Departamentos leben in 11 Municipios (Großgemeinden oder auch Landkreise):
| Camotán              | Chiquimula        |
| Concepción Las Minas | Esquipulas        |
| Ipala                | Jocotán           |
| Olopa                | Quetzaltepeque    |
| San Jacinto          | San José La Arada |
| San Juan Ermita      |                   |

Dem Departamento als staatlichem Verwaltungsbezirk steht ein von der Zentralregierung entsandter Gouverneur vor. Die Municipios sind eigenständige Gebietskörperschaften mit gewählten Bürgermeistern und Volksvertretungen und untergliedern sich in Aldeas und Pueblos (Landgemeinden) sowie in Caseríos, Parajes, Fincas, Rancherías (Weiler und Höfe).

## Wirtschaft und Verkehr
Das Wirtschaftsleben ist geprägt von der Landwirtschaft. Angebaut werden Bohnen (mit die besten in Guatemala), Mais, Kaffee, Zuckerrohr, Tabak und verschiedene Obst und Gemüsearten. Der Abbau von Rohstoffen wie Zink, Blei und Silber spielt nur noch eine untergeordnete Rolle. Der Tourismus profitiert vom Wallfahrtsort Esquipulas, von dem im Südwesten gelegenen Vulkan Ipala (1650 m) mit seiner zum Wasserpark ausgebauten Lagune und vom Durchgangsverkehr nach Honduras (Copán) und El Salvador. Über die im benachbarten Zacapa verlaufende Atlantik-Fernstraße CA 9 ist Chiquimula gut mit Guatemala-Stadt verbunden. Die Nebenbahnstrecke von Zacapa nach Chiquimula und El Salvador ist nicht mehr in Betrieb. Die Stadt Chiquimula verfügt über einen Flugplatz für die Allgemeine Luftfahrt.

## Geschichte
Chiquimula wurde vor der spanischen Eroberung von den Chortí beherrscht, die seit dem 10. Jahrhundert aus dem Süden des heutigen Mexiko eingewandert waren. Ab 1530 wurden sie von Spaniern und ihren Söldnern unterworfen, die die Chortí unter anderem bei Mictlán, Eskirpujá und Copántl schlugen. Bereits während der Kolonialzeit bildete Chiquimula einen als Corregimiento de Chiquimula bezeichneten großen Verwaltungsbezirk, zu dem (zu verschiedenen Zeiten) die heutigen Departamentos Jutiapa, Jalapa, El Progreso, Zacapa und Izabal gehörten. Auf Grund des entsprechenden politischen Gewichts versuchte Chiquimula kurz nach der Unabhängigkeit von Spanien, 1822 einen eigenen Staat zu bilden, was jedoch von der Zentralregierung  Guatemalas mit militärischen Mittel unterbunden wurde. Chiquimula bildete fortan mit Zacapa einen Verwaltungsbezirk, den die Regierung am 10. November 1871 in die beiden heutigen Departamentos aufteilte.
Im 19. Jahrhundert war Chiquimula auf Grund seiner strategischen Bedeutung mehrmals Schauplatz von Kämpfen, in denen sich die Streitkräfte Guatemalas gegen die der Nachbarstaaten behaupteten. Am 2. Februar 1852 schlug General Rafael Carrera bei San José La Arada die vereinigte Armee von Honduras und El Salvador.
Seit langer Zeit wird Chiquimula, das sich selbst gern als „Perle des Ostens“ bezeichnet, vom Wallfahrtsort Esquipulas geprägt, der Ziel zahlreicher Gläubiger aus ganz Mittelamerika ist. Die örtliche Kirche mit ihrem Cristo Negro wurde im Jahr 1961 von Papst Johannes XXIII. zur Basilika erhoben. 1986 fanden in Esquipulas am Ende des guatemaltekischen Bürgerkriegs wichtige internationale Verhandlungen über Frieden, Demokratisierung und wirtschaftliche Zusammenarbeit in Zentralamerika statt.